# Knock Madness
Albums de Hopsin
Raw
(2010) Pound Syndrome
(2015)
Singles
1. Old Friend
Sortie : 18 juillet 2013
2. Hop Is Back
Sortie : 22 octobre 2013
3. Rip Your Heart Out
Sortie : 12 octobre 2013

Knock Madness est le troisième album studio du rappeur Hopsin, sorti le 24 novembre 2013.

## Liste des titres
| No  | Titre                                                   | Durée |
| --- | ------------------------------------------------------- | ----- |
| 1.  | The Fiends are Knocking                                 | 5:10  |
| 2.  | Hop Is Back                                             | 3:23  |
| 3.  | Who's There? (featuring Jarren Benton et Dizzy Wright)  | 3:39  |
| 4.  | Tears to Snow                                           | 3:49  |
| 5.  | Rip Your Heart Out (featuring Tech N9ne)                | 3:51  |
| 6.  | Nollie Tre Flip                                         | 3:31  |
| 7.  | Gimmie That Money                                       | 4:09  |
| 8.  | I Need Help                                             | 4:19  |
| 9.  | Hip Hop Sinister                                        | 3:50  |
| 10. | Good Guys Get Left Behind                               | 5:14  |
| 11. | Bad Manners Freestyle                                   | 2:06  |
| 12. | Old Friend                                              | 4:25  |
| 13. | Still Got Love For You                                  | 4:14  |
| 14. | Jungle Bash (featuring SwizZz)                          | 3:47  |
| 15. | Lunchtime Cypher (featuring Passionate MC et G-Mo Skee) | 5:57  |
| 16. | Dream Forever                                           | 4:09  |
| 17. | What's My Purpose?                                      | 5:00  |
| 18. | Caught in the Rain                                      | 3:53  |